# Рибак Василь Іванович
Василь Іванович Рибак (нар. 2 листопада 1983, Тернопіль) — український футболіст, нападник.

## Життєпис
Вихованець тернопільського футболу. Перший тренер — Зіновій Петрович Савицький. З 2000 року грав у дублі «Ниви». 12 травня 2001 року дебютував в основній команді. У цей день «Нива» в рамках вищої ліги приймала криворізький «Кривбас» і поступилася з рахунком 0:2. Всього в сезоні 2000/01 років у вищій лізі зіграв три матчі. За результатами сезону тернопільська команда зайняла останнє місце у вищому дивізіоні і опустилася в першу, а через рік і в другу лігу. Крім тернопільської команди все клуби, в яких грав Рибак на Україні, також представляли третій за силою дивізіон, це: «Гірник-спорт», «Житичі» й «Рава».
Влітку 2007 року тренер Юрій Дубровний повернув Рибака в «Ниву». У першому ж матчі Василь отримав травму, через яку пропустив більшу частину першого кола. Під час процесу відновлення, в команді відбулася зміна тренера. З новим наставником «Ниви» Петром Червнем відносини у футболіста не склалися. Рибак вирішив змінити клуб. У зимове міжсезоння пробував свої сили в першолігової «Кримтеплиці», але до підписання контракту не дійшло. Через декілька днів, після того як покинув розташування кримчан, футболіст отримав запрошення від молдавської «Олімпії», яку тренував колишній наставник «Ниви» Михайло Дунець.